# Euploea gamelia
Euploea gamelia är en fjärilsart som beskrevs av Jacob Hübner 1820-1824. Euploea gamelia ingår i släktet Euploea och familjen praktfjärilar. IUCN kategoriserar arten globalt som nära hotad. Inga underarter finns listade i Catalogue of Life.

## Bildgalleri

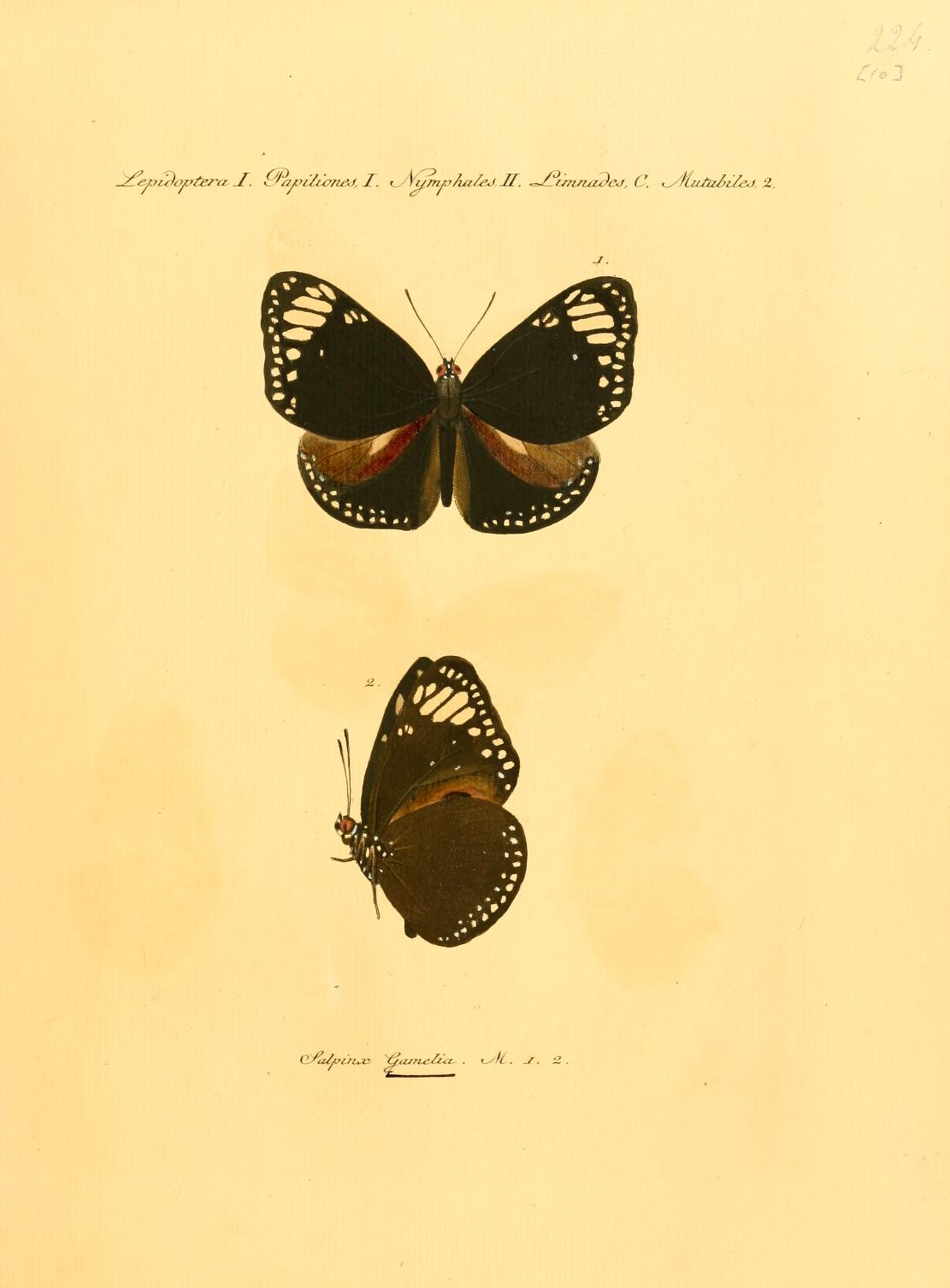